# Szyce (województwo małopolskie)

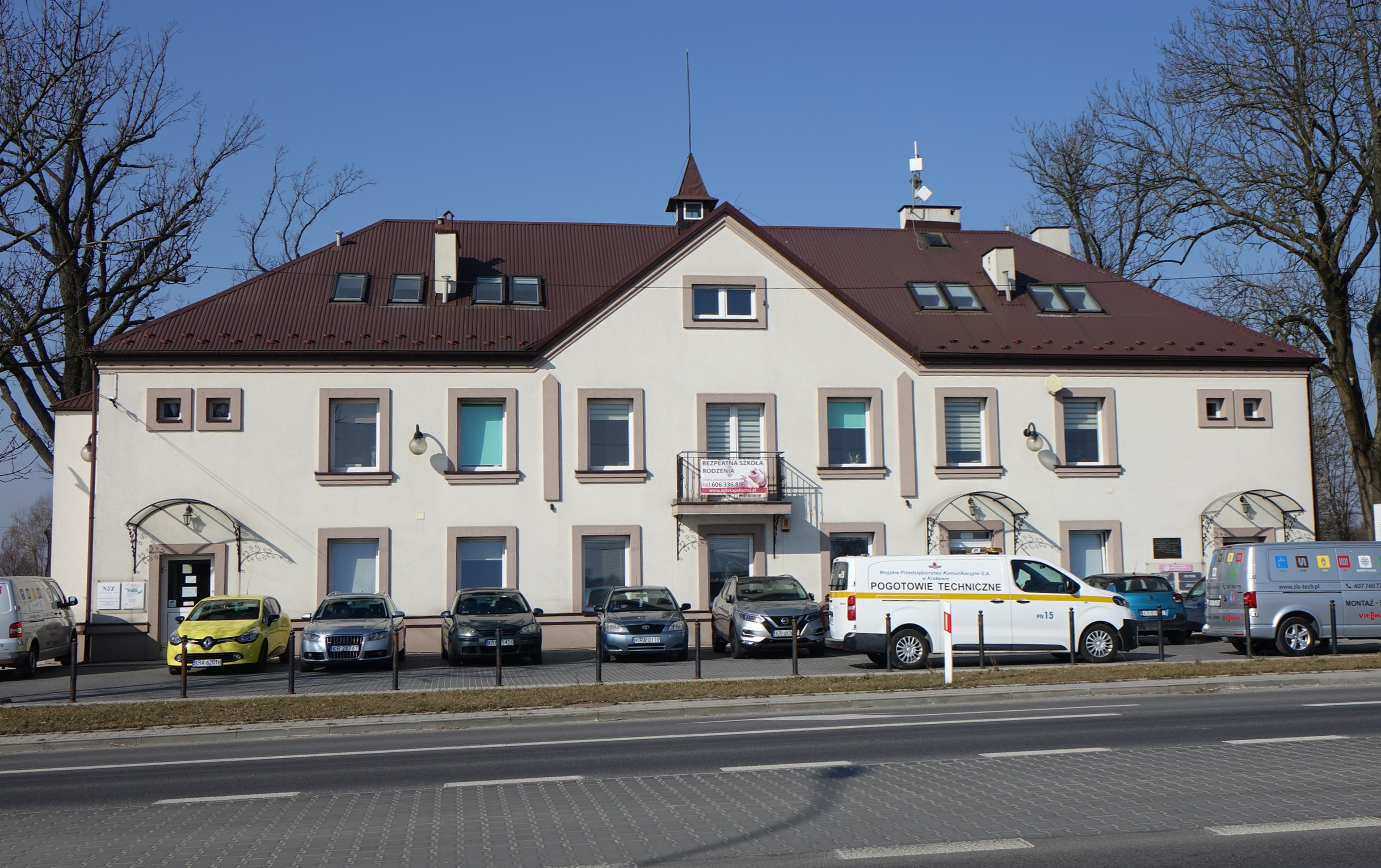
Szkoła rodzenia w Szycach

Szyce – wieś w Polsce położona w województwie małopolskim, w powiecie krakowskim, siedziba gminy Wielka Wieś.
Wieś leży w centralnej części gminy Wielka Wieś – ok. 10 km na północny zachód od Krakowa, przy drodze krajowej 94, na trasie Kraków - Olkusz. W Szycach mieści się Urząd Gminy Wielka Wieś.
W roku 2021 liczba ludności wynosiła 566, z czego 50,9% mieszkańców wsi stanowiły kobiety, a 49,1% mężczyźni.
W latach 1975–1998 miejscowość położona była w województwie krakowskim.

## Części wsi
| SIMC    | Nazwa  | Rodzaj    |
| ------- | ------ | --------- |
| 0342114 | Wesoła | część wsi |

## Historia
Przez teren dzisiejszej gminy (na południe od wsi) przebiegała rozbiorowa granica między zaborem austriackim a rosyjskim. We wsi Szyce mieściła się także siedziba Uniwersytetu Ludowego im. Władysława Orkana, zlikwidowana przez władze sanacyjne w ramach represji w 1931 roku.

### Miejsca pamięci
- Obelisk upamiętniający bitwę pod Szycami 7 maja 1863 roku;
- mogiła 8 powstańców styczniowych – przy drodze krajowej nr 94.